# Білоруський національний технічний університет
Білоруський національний технічний університет — державний навчальний заклад інженерно-технічного профілю. Вважається провідним вищим навчальним закладом в національній системі освіти Республіки Білорусь в цьому напрямі.

## Історія
1920 р. — Мінське політехнічне училище перетворено в Білоруський державний політехнічний інститут (БДПІ).
1991 р. — Білоруський ордена Трудового Красного Знамені політехнічний інститут перетворений в Білоруську державну політехнічну академію (БДПА) (постанова Ради Міністрів Білоруської РСР від 17 квітня 1991 р. № 149).
1997 р. — Білоруська державна політехнічна академія отримала статус ведучого інженерно-технічного навчального закладу в національній системі освіти Республіки Білорусь (Постанова Ради Міністрів Республіки Білорусь від 17 січня 1997 р. № 6).
2002 р. — Білоруська державна політехнічна академія перетворена на Білоруський національний технічний університет (БНТУ) (указ Президента Республіки Білорусь № 165 від 1 квітня 2002 р.).

## Факультети
- Автотракторний факультет (АТФ)
- Архітектурний факультет (АФ)
- Воєнно-технічний факультет (ВТФ)
- Інженерно-педагогічний факультет (ИПФ)
- Міжнародний інститут дистанційної освіти (МІДО)
- Машинобудівний факультет (МБФ)
- Механіко-технологічний факультет (МТФ)
- Приладобудівельний факультет (ПБФ)
- Будівельний факультет (БФ)
- Факультет інформаційних технологій і робототехніки (ФІТР)
- Факультет маркетингу, менеджменту, підприємництва(ФММП)
- Факультет природних ресурсів і екології (ФПРЕ)
- Факультет транспортних комунікацій (ФТК)
- Факультет технологій керування і гуманітаризації (ФТКГ)
- Факультет енергетичного будівництва (ФЕБ)
- Факультет довузівської підготовки (ФДП)
- Енергетичний факультет (ЕФ)
- Ліцей при БНТУ

### Фотогалерея

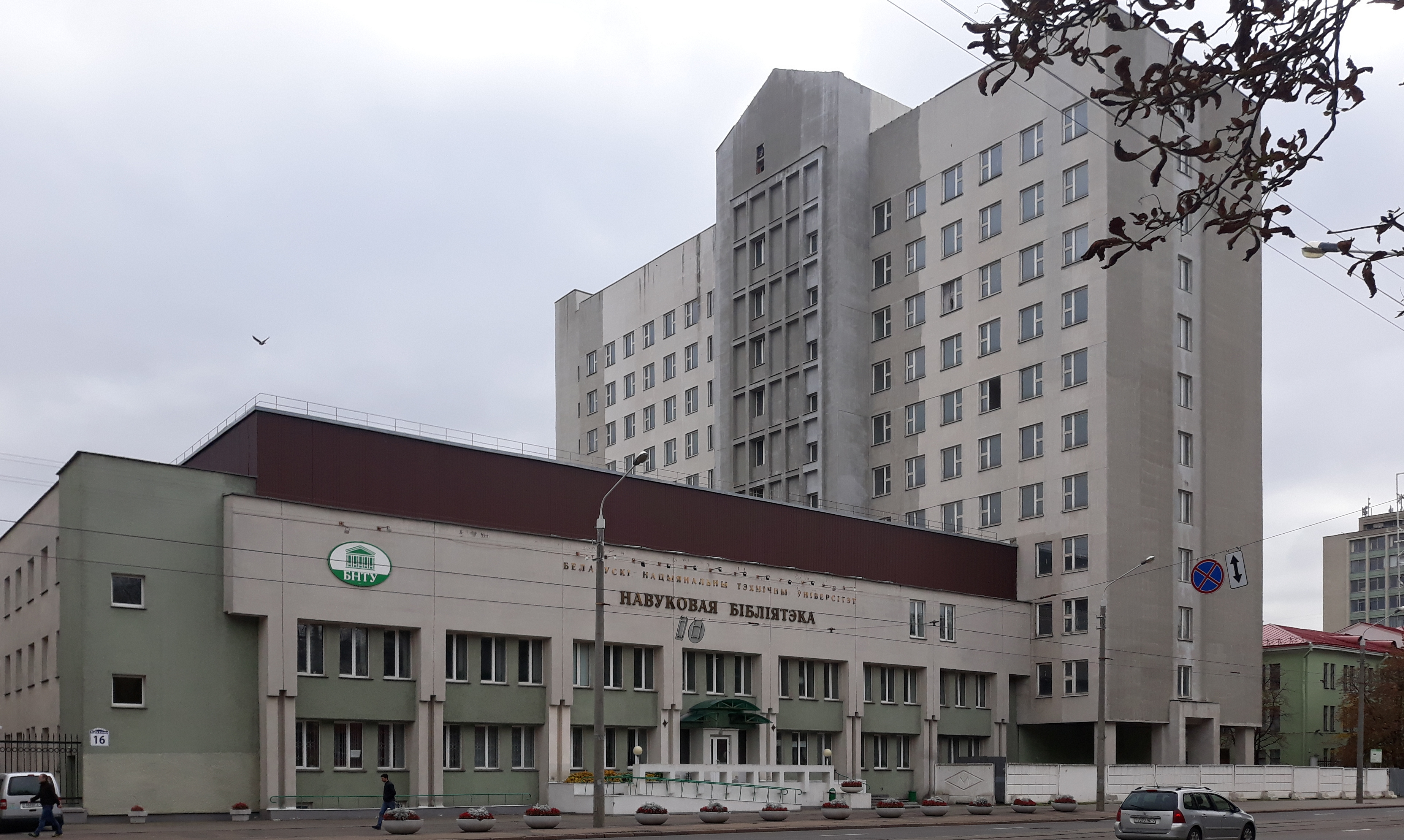
Бібліотека
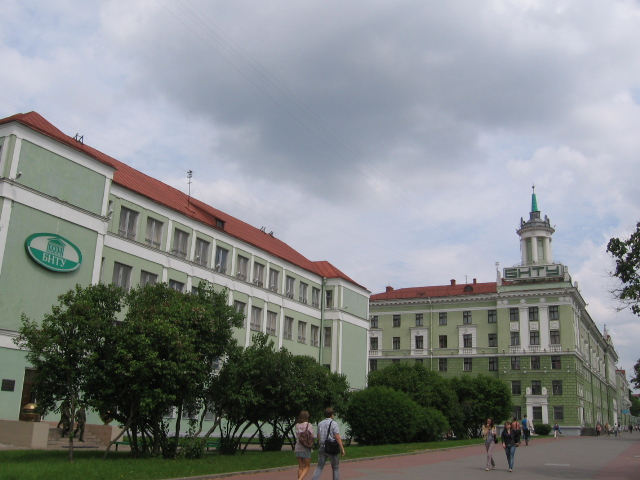
Навчальний корпус і гуртожитки
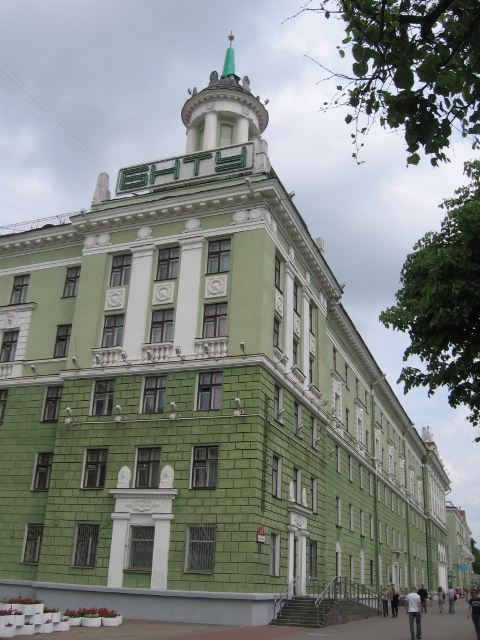
Гуртожитки
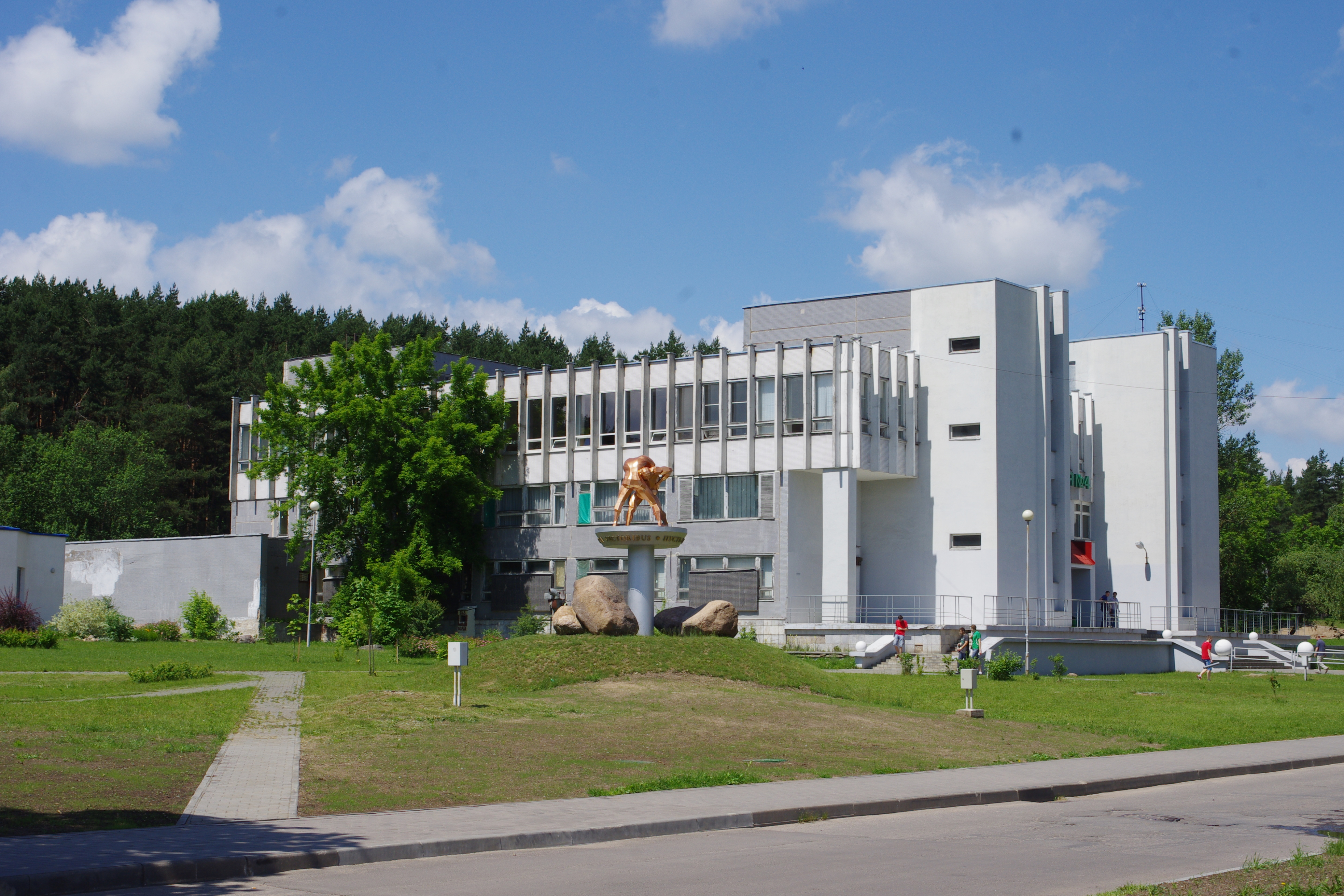
15-ий корпус